# Kanton La Baule-Escoublac
Kanton La Baule-Escoublac (fr. Canton de La Baule-Escoublac) je francouzský kanton v departementu Loire-Atlantique v regionu Pays de la Loire. Tvoří ho dvě obce.

## Obce kantonu
- La Baule-Escoublac
- Pornichet